# Mike Farrell
Mike Farrell (Minnesota, 6 de fevereiro de 1939) é um conhecido actor norte-americano. É um ativista pelos direitos humanos, opondo-se à pena de morte.